# Nepomuk, Příbram
Nepomuk là một làng thuộc huyện Příbram, vùng Středočeský, Cộng hòa Séc.